# Château de Glienicke
Le château de Glienicke (en allemand : Schloss Glienicke) est un monument historique allemand qui se situe au sud-ouest de Berlin, dans le quartier de Wannsee, près du célèbre pont de Glienicke. L'ancien manoir, refait en style néo-classique par l'architecte Karl Friedrich Schinkel vers 1825, fut la résidence d'été du prince Charles de Prusse ; c'est le centre du parc de Klein-Glienicke qui s'étend le long de la frontière urbaine avec le quartier de Potsdam-Babelsberg. Administré par la Fondation des châteaux et jardins prussiens de Berlin-Brandebourg, l'ensemble fait partie des châteaux et parcs de Potsdam et Berlin, l'un des sites inscrits au patrimoine mondial en Allemagne.

## Histoire

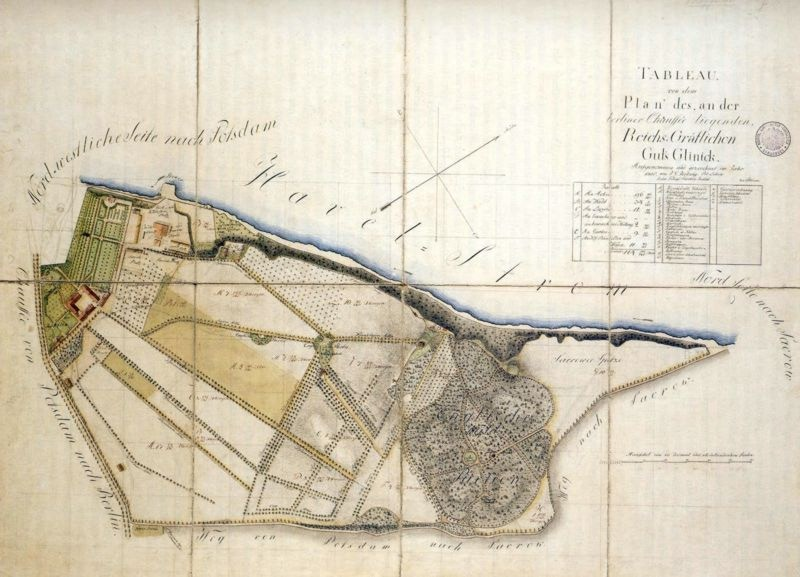
Plan du domaine de Glienicke, 1805.

Au XVIIIe siècle, se dressaient dans ce vaste domaine le pavillon de chasse de Glienicke, construit pour « le Grand Électeur » Frédéric-Guillaume Ier de Brandebourg selon les plans de Charles Philippe Dieussart en 1682–93, et un manoir plus au nord, de l'autre côté de la route de Berlin à Potsdam. L'ensemble des maisons, des dépendances et des terres agricoles a été transformé dans une demeure seigneuriale au début du XIXe siècle, avec une orangerie, un pavillon de thé et des points d'observation sur le paysage fluvial de la Havel.
Le 22 septembre 1814, à la suite de la défaite de Napoléon Ier, le prince Karl August von Hardenberg (1750–1822), chancelier d'Etat de la Prusse, acheta le terrain et y a fait aménager un jardin à l’anglaise conçu par Peter Joseph Lenné s'appuyant sur les théories de Hermann von Pückler-Muskau. Le 1er mai 1824, deux ans après la mort de Hardenberg, ses héritiers vendirent le domaine au prince Charles de Prusse (1801–1883).

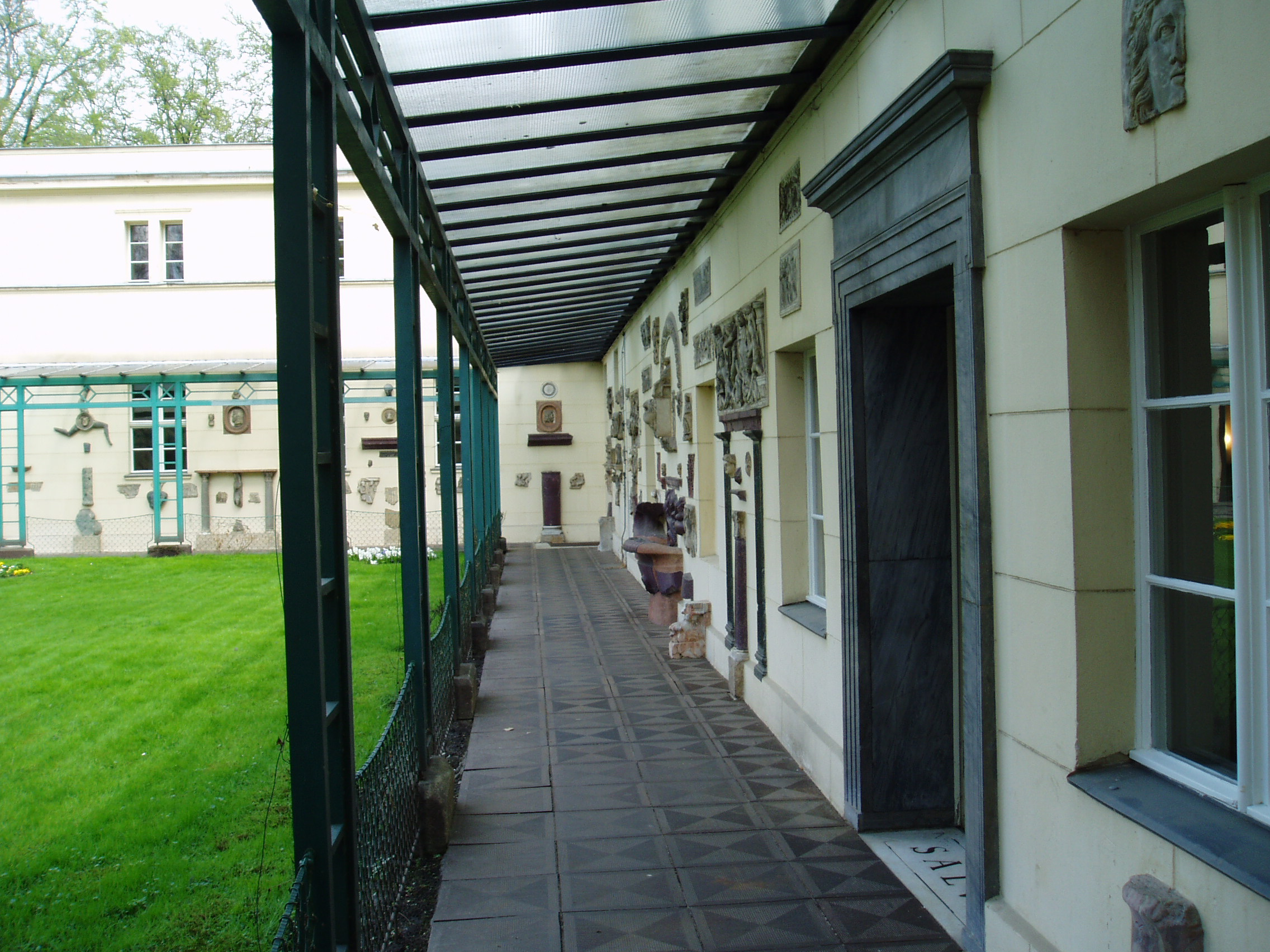
La cour intérieure.

À la demande du prince Charles, fils cadet du roi Frédéric-Guillaume III, l'architecte Karl Friedrich Schinkel et sont disciple Ludwig Persius entreprirent une rénovation totale du manoir jusqu'en 1825. L'ancien manoir fit place à plusieurs bâtiments, le logis principal, des dépendances et des écuries. De simple manoir, le bâtiment devint un palais d'été de style néo-classique. En façade sud, se dressent deux lions d'or, qui ont également été conçus par Schinkel ; les statues sont basées sur celles de la fontaine aux lions de la Villa Médicis. Le nouveau château de Glienicke renferme de nombreuses œuvres d'art de l'Antiquité classique que le jeune prince rapporta de ses nombreux voyages à l'étranger avec son tuteur Heinrich Menu von Minutoli, notamment en Italie.

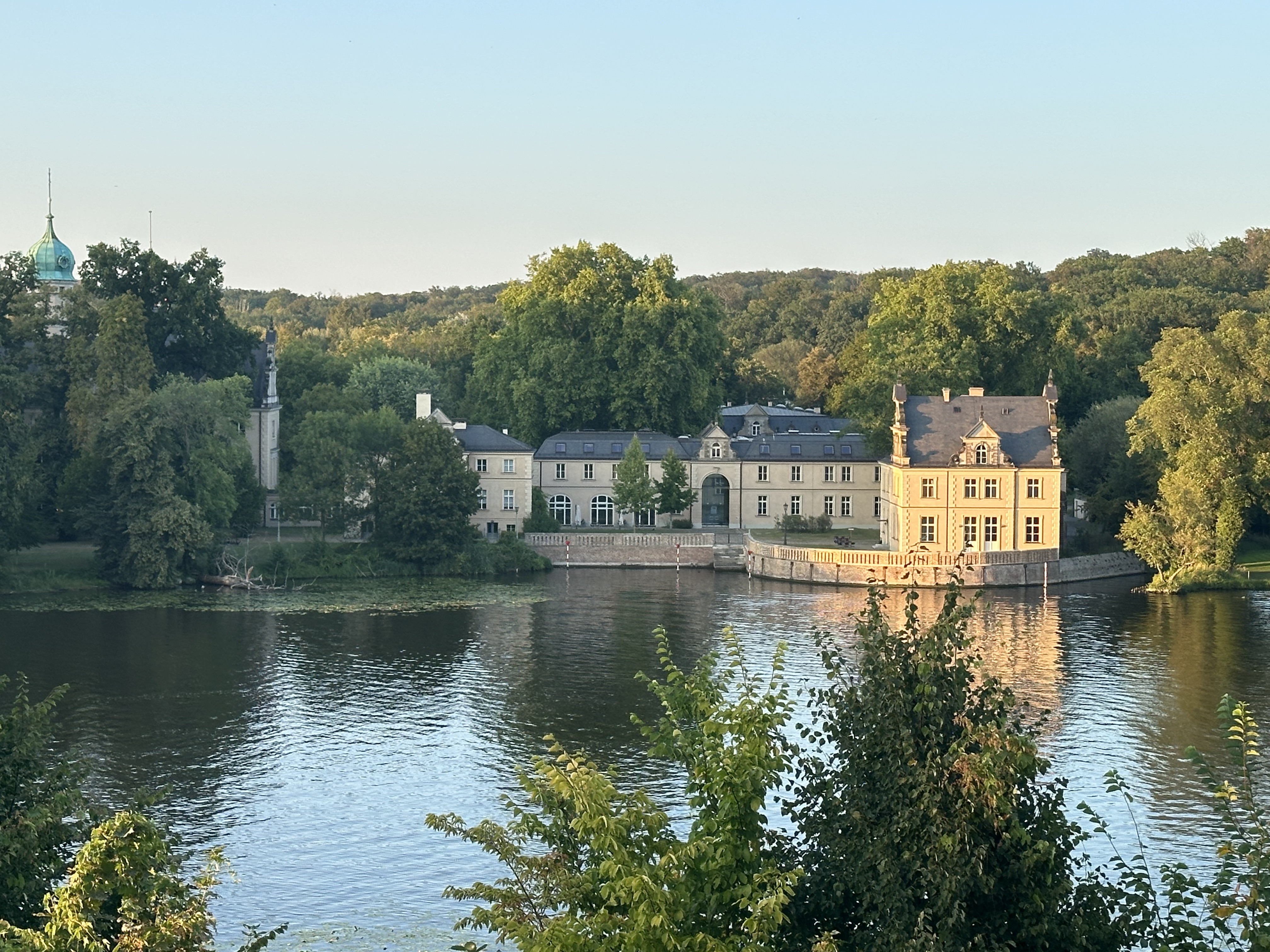
Château de Glienicke vue depuis le parc de Babelsberg

La construction de la demeure de maître a inspiré l'établissement des résidences de ses frères aînés Frédéric-Guillaume et Guillaume à Charlottenhof et au parc de Babelsberg. Néanmoins, à la mort du prince Charles, le 21 janvier 1883, suivie du décès de son fils Frédéric-Charles deux ans plus tard seulement, l'apogée du château est terminée. Sous l'égide de Frédéric-Léopold de Prusse (1865–1931), les bâtiments et les collections du prince Charles furent laissés complètement à l'abandon.

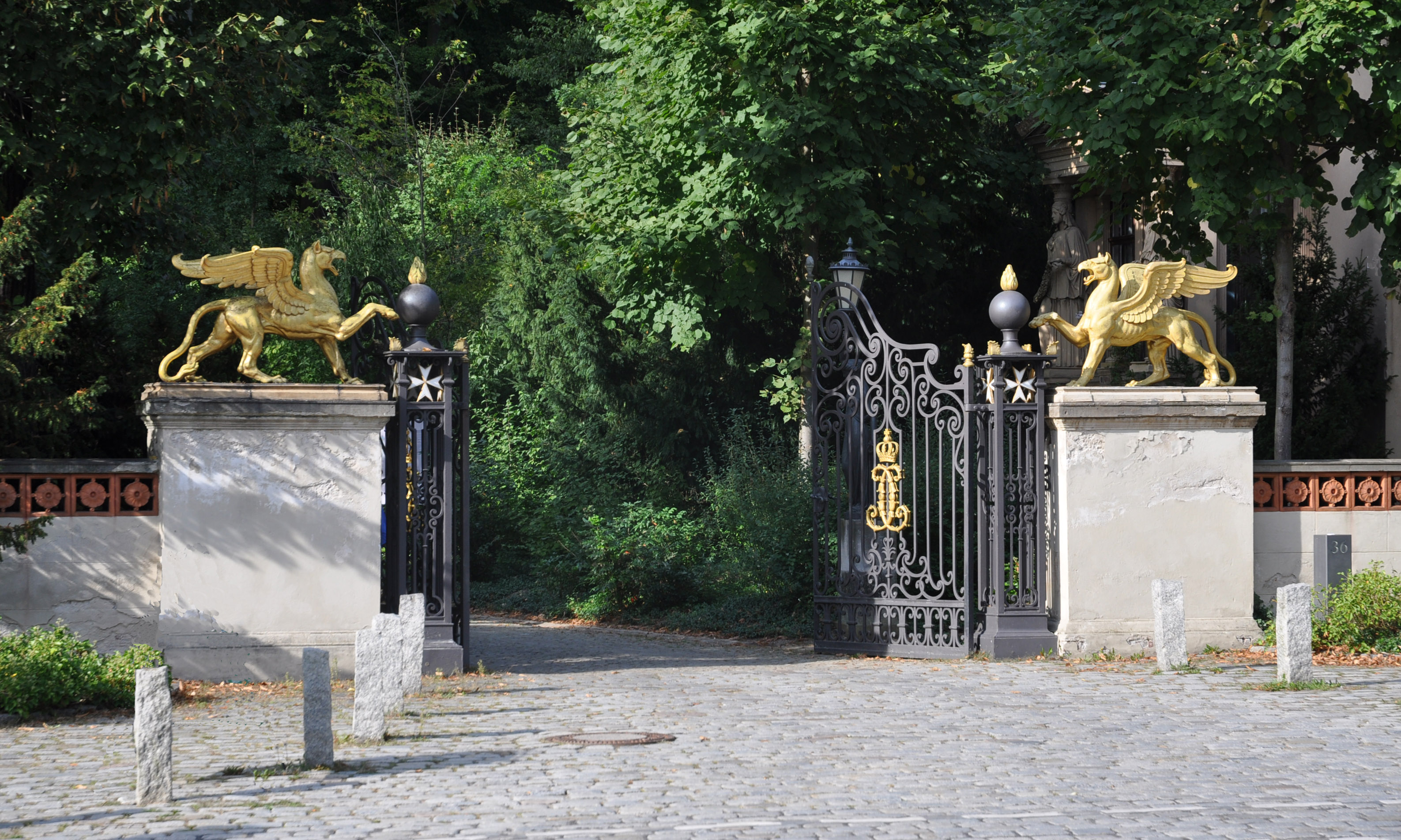
La porte du château.

Après la Première Guerre mondiale, Frédéric-Léopold déplaça sa résidences vers Lugano et prit avec lui de nombreuses ameublements et d'autres objets d'art. Temporairement confisquée par l'État libre de Prusse, la propriété est remboursée à la maison de Hohenzollern en 1926. Quelques autres œuvres d'art furent vendues aux enchères et le parc a continué à se délabrer. Finalement, en 1935, la majeure partie de l'espace vert a été acquise par la ville de Berlin ; il s'ensuivit, sous la pression du gouvernement nazi, l'achat du château le 1er juillet 1939. Pour une courte période, il faisait fonction de résidence du bourgmestre Julius Lippert ; après la Seconde Guerre mondiale, le bâtiment hébergea un hôtel.
Depuis le 1er janvier 1987, le château et le parc sont gérés par l'Administration des palais et des jardins d'État. L'ensemble du parc de Klein-Glienicke fut inscrit au patrimoine mondial de l'UNESCO en 1990.